# Buitres después de la una (álbum)
Buitres Después de la Una es el disco de estudio debut de la banda uruguaya Buitres Después de la Una. 

## Historia
Fue editado en el año 1990 bajo la discográfica Orfeo. En la portada del álbum, se puede apreciar una foto de Alan Freed, inventor del término "rock and roll" y principal difusor del mismo a través de sus programas de radio. La grabación de este álbum sólo dispuso de 70 horas y se realizó en el estudio "La Batuta". Curiosamente, "Los Estómagos" habían grabado su primer disco "Tango que me hiciste mal" en ese mismo estudio en el año 1984. 

De este disco se extrae un vídeo para el tema "Una vez más" (rodado en el mismo estudio de grabación). El tema entra en diversos rankings y se convierte en un clásico de la banda. "One night" era una balada country de corte y texto más bien meloso, hasta que Elvis le impone cambios que le dan al tema un tono más sensual, y su banda la transforma en una balada roquera. Buitres interpretó este tema durante el verano, siguiendo el clima impuesto y agregando mucha distorsión. Sin embargo, nunca estuvo en los planes de la banda el grabar esta versión. No fue sino hasta último momento, haciendo uso de las últimas horas dispuestas para grabar las bases de los temas, en que se decidió grabarla "por si acaso", no muy seguros de que fuera a trascender dentro del resto del repertorio. "Una noche" se convertiría en un clásico de la banda, y sería interpretada en casi todas sus futuras actuaciones. 

Como se puede apreciar se demuestra en este disco la gran influencia obtenida por el rock de los años 50, siendo este período el preferido por la banda. 
Además de estas canciones las otras que se han transformado en clásicas son "No te puedo matar", "Afuera, la lluvia" , "La plegaria del cuchillo", "Azul" y "Setenta puñales".
Este álbum presenta una característica singular que no volverá a repetirse en la futura discografía de la banda; dos temas cantados exclusivamente por Gustavo Parodi, "Hotel de los Corazones Destrozados" y "No Te Puedo Matar".

## Lista de canciones
Todas las canciones escritas por Gustavo Parodi, Gabriel Peluffo, José Rambao y Marcelo Lasso excepto donde sea indicado
| N.º | Título                                                                                | Duración |  |
| 1.  | «Una Noche (Dave Bartholomew, Pearl King, Anita Steiman)»                             | 2:31     |  |
| 2.  | «Tan Lejos»                                                                           | 2:25     |  |
| 3.  | «Hotel de los corazones destrozados (Mae Boren Axton, Thomas Durden y Elvis Presley)» | 1:57     |  |
| 4.  | «Azul»                                                                                | 3:05     |  |
| 5.  | «La virgen»                                                                           | 1:34     |  |
| 6.  | «Afuera, la lluvia»                                                                   | 3:24     |  |
| 7.  | «Setenta puñales»                                                                     | 2:03     |  |
| 8.  | «No te puedo matar»                                                                   | 2:56     |  |
| 9.  | «Strass»                                                                              | 2:08     |  |
| 10. | «Una vez más (Howard, BDDL1)»                                                         | 2:06     |  |
| 11. | «La plegaria del cuchillo»                                                            | 2:52     |  |
| 12. | «Te voy a reventar»                                                                   | 1:47     |  |
| 13. | «Asesinos (C. Romero, BDDL1)»                                                         | 3:13     |  |

## Créditos
Músicos
- Gustavo Parodi: guitarra, voz
- Gabriel Peluffo: voz, armónica
- José Rambao: bajo
- Marcelo Lasso: batería

Músico adicional
- Pacho Lasso: Piano en "Una Noche"

Producción
- Daniel Báez, Walter Linás – Técnico de grabación
- BDDL1 – Producción artística
- Bárbara Álvarez, Ana Minetti y Guillermo Peluffo - Fotografías del diseño original
- Guillermo Peluffo – Diseño del arte original